# Jiří Jindřich Kosina
Jiří Kosina, křtěný Jindřich-Litobor, (15. července 1894, Moskva – 17. srpna 1966, Praha) byl český legionář, starodružiník, diplomovaný důstojník generálního štábu a podplukovník.

## Život a působení
Narodil se do české rodiny žijící v Rusku. Jeho otec byl úspěšným obchodníkem, demokraticky založeným a v národnostním duchu vychovával také svých 5 dětí. Nejstarší Jindřich (Jiří) absolvoval 4 třídy obecné školy, 5 tříd reálky v Krasnodaru, 5 let obchodní akademie v Charbinu. Po maturitě v roce 1914 byl přijat na vysokou školu v Moskvě. Učil se v ruských školách velmi dobře, doma se ještě učil v české řeči s matkou. Dohovořil se 16 jazyky včetně čínštiny.
Po vypuknutí 1. světové války pro své demokratické smýšlení a na výzvy krajanských spolků se v říjnu 1914 přihlásil jako dobrovolník do České družiny v Kyjevě. Byl zařazen do 1. roty v hodnosti střelce. Ještě v říjnu odjel na frontu a zapojil se do bojové činnosti. Zúčastnil se ve všech rozvědkách a bojích 1. roty České družiny, později 1. čs. střeleckého pluku „Mistra Jana Husi“, zažil Halič, Zborov, Tarnopolský ústup, Zlatoust, přechod přes Ural, Miass, Taškentskou frontu. V dubnu 1915 byl vyznamenán křížem sv. Jiří 4 stupně a povýšen na desátníka. V plnění úkolů byl ohodnocen jako odvážný, energický s neobyčejnou schopností v administrativě i v plnění bojových úloh, s jistou ctižádostí a snahou vyššího vzletu. Díky tomu získával vážnost a plnou důvěru nadřízených i podřízených. Praporčíkem a velitelem čety byl jmenován v prosinci 1915. Jak bylo v ruských poměrech zvykem, přešel na pravoslavnou víru a přijal druhé jméno Jiří. Do konce roku 1916 byl ještě vyznamenán řádem sv. Anny 4. st. s nápisem „Za chrabrost“, řádem sv. Stanislava 3. stupně s meči a stuhou, řádem sv. Anny 3. stupně s meči a stuhou a obdržel další uznání. V období od ledna do dubna 1917 zastával funkci operačního pobočníka štábu 50. ruské divize. V květnu 1917 se s bratrem Stanislavem Čečkem zúčastnil sjezdu Svazu čs. spolků na Rusi v Kyjevě. Po jeho skončení se vrátil k bojové činnosti.
Rozkazem „Armii i flotu“ 4. května 1917 byl povýšen na podporučíka a o dva dny později na poručíka. V legendární bitvě u Zborova velel 11. rotě 1. pluku Československé brigády a s ní se podílel i dobytí Mogily. K veliteli roty byl ještě v červenci 1917 jmenován plukovním pobočníkem velitele pluku kapitána Ivšina. Následně se stal 20. 4. 1918 starším pobočníkem operačního oddělení štábu armádního sboru, hodnost kapitána za udatnost v bojích a schopnosti ve službě proti nepříteli dostal v srpnu 1918. Do konce září tohoto roku byl jmenován náčelníkem oper. odd. štábu armádního sboru a povýšen na majora.
Rozkazem č. 5 ze dne 15. ledna 1919 byl poslán do všeruské vojenské akademie generálního štábu (vysoká škola) v Tomsku, kterou úspěšně dokončil. Hned po škole byl poslán na frontu jako náčelník štábu Kansko-Tulunské skupiny. Velitel jihozápadní fronty generál Denikin mu udělil řád sv. Vladimíra 4. stupně s meči a stuhou a hned na to byl vyznamenán velitelem československých a spojeneckých vojsk na Rusi generálem Janinem českým řádem „Sokola“. Od 1. listopadu 1919 byl jmenován náčelníkem likvidačního odboru čs. vojska na Rusi. V roce 1919 byl navržen na vyznamenání řády čínské , italské, anglické „Distinguished Service Order“ a řádem sv. Anny 2. stupně s meči. Povýšen na podplukovníka byl dne 1. ledna 1920. Do vlasti, kterou ještě nepoznal, přijel na lodi President Grant s Likvidačním odborem dne 20. října 1920.
Po velmi krátké době nastoupil jako náčelník Vojenské správy Likvidačního úřadu zahraničních vojsk v Užhorodě. V letech 1921–1922 vystudoval Vysokou školu válečnou v Praze. Po ukončení studia zastával mnoho štábních funkcí. Podnáčelník v Užhorodě roku 1922, jmenován podplukovníkem generálního štábu v roce 1923, velitel pol. praporu Košice, v roce 1924 náčelníkem štábu 10. pěší divize – Báňská Bystrica, velitel praporu pěšího pluku „Amerických Slováků“ – Bratislava. Do výslužby odešel roku 1926 .
Za protektorátu se zapojil do domácího odboje. V té době vlastnil obchod Filatelie v ulici Nekázanka 19 Praha II, kde se odbojáři scházeli. Za Pražského povstání byl jedním z velících důstojníků Praha – Smíchov (bývalé kasárny Štefanikovy – později Smíchovské). Po komunistickém puči v únoru 1948 se musel určitou dobu skrývat, hrozila mu deportace do gulagu v SSSR. Byl vystěhován ze středu města na periférii Prahy. Postihlo ho také v roce 1950 znárodnění. Těžko sháněl práci, nakonec ji našel v ČKD na pozici vrátného. Zemřel v zapomnění, tak jako spousta jeho spolubojovníků.

## Rodina
- První manželka Anna Vasiljevna Kosinová
- Druhá manželka Vlasta Kosinová (rozená Honsová) (21. 7. 1924 – 16. 4. 2013)
- Syn: Jiří Kosina 15.9.1950
- Syn: Vladimír Kosina 2.5.1952

## Vyznamenání
| Kříž sv. Jiří – IV. stupeň                         | Kříž sv. Jiří, IV. stupeň                           |
| Řád sv. Anny – VI. třída                           | Řád sv. Anny, VI. třída                             |
| Řád svatého Stanislava – III. třída s meči a mašlí | Řád svatého Stanislava, III. třída s meči a mašlí   |
| Řád sv. Anny – III. třída s meči a mašlí           | Řád sv. Anny, III. třída s meči a mašlí             |
| Řád sv. Vladimíra – IV. třída s meči a mašlí       | Řád sv. Vladimíra, IV. třída s meči a mašlí         |
| Řád sokola – s meči                                | Řád sokola, s meči                                  |
| Československý válečný kříž 1914–1918              | Československý válečný kříž 1914–1918               |
|                                                    | Československý válečný kříž s 4 lipovými ratolestmi |
| Válečný kříž                                       | Válečný kříž s palmovou ratolestí                   |
| Československá medaile Vítězství                   | Československá medaile Vítězství                    |
| Československá revoluční medaile                   | Československá revoluční medaile                    |

## Prameny a literatura
- Vojenský ústřední archiv v Praze,
- Písemná pozůstalost – vojenské dokumenty
- Otakar Vaněk, Za Svobodu
- Vojtěch Prášek, Česká družina
- Karel Fibich, Povstalci. Stopami ke Zborovu
- Adolf Zeman, Zborov
- Matěj Pleský, Bratr generál – památce Stanislava Čečka
- ČsOL, Starodružiník. Pod praporem. Deník legionáře Adama Kříže